# 古斯湖鎮區 (伊利諾伊州格蘭迪縣)
古斯湖鎮區（英語：Goose Lake Township）是位於美國伊利諾伊州格蘭迪縣的一個行政鎮區。

## 地方資料
根據2010年美國人口普查的數據，古斯湖鎮區的面積為77.50平方千米，當中陸地面積為64.50平方千米，而水域面積為13.00平方千米。當地共有人口1649人，而人口密度為每平方千米21.28人。